# Hiam Abbass

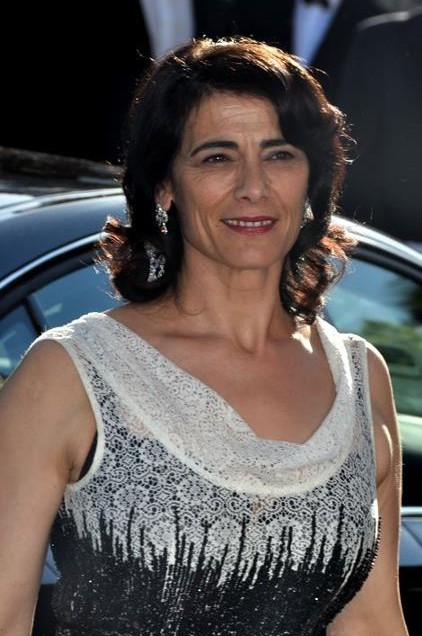
Hiam Abbass bei den Internationalen Filmfestspielen von Cannes 2012

Hiam Abbass (hebräisch היאם עבאס, arabisch هيام عباس, DMG Hiyām ʿAbbās; * 30. November 1960 in Nazareth, Israel) ist eine palästinensisch-stämmige israelisch-französische Schauspielerin und Filmregisseurin.

## Leben

### Frühes Leben und Auswanderung nach Frankreich
Hiam Abbas wurde 1960 in Nazareth als Kind einer palästinensisch muslimischen Familie geboren, die während der Nakba und des Palästinakrieges 1948 nicht vertrieben wurde und die israelische Staatsbürgerschaft erhielt.
Abbass begann ihre Schauspielkarriere zunächst am Palästinensischen Nationaltheater El-Hakawti, das von den israelischen Behörden später jedoch geschlossen wurde. Nach einer Europa-Reise mit dem Theater-Ensemble beschloss Abbass Israel zu verlassen. Seit den späten 1980er-Jahren lebt Abbass in Paris und besitzt neben der israelischen auch die französische Staatsbürgerschaft. 
Sie spricht fließend Arabisch, Hebräisch, Englisch und Französisch.

## Filmkarriere

### Arbeit als Schauspielerin
1989 erhielt Abbass ihre erste Film- und Hauptrolle in La nuit miraculeuse und trat in den 1990er-Jahren vor allem in französischen Produktionen auf.
2002 verkörperte sie in Roter Satin eine tunesische Mutter und Hausfrau, die nach dem Tod ihres Mannes über den Bauchtanz zu neuer Lebenskraft findet. Der Film wurde mehrfach ausgezeichnet und machte Abbass auch international zunehmend bekannt. 2003 spielte Abbass in dem tunesischen Film Rivalinnen (2003) von Moufida Tlatli eine Frau, die psychisch unter den Wechseljahren leidet. Für ihre Rolle in Die syrische Braut (2004) von Eran Riklis, wurde Abbass im darauffolgenden Jahr für den Europäischen Filmpreis als beste Darstellerin nominiert. Ebenfalls 2005 spielte sie in Paradise Now (2005) die Mutter eines palästinensischen Selbstmordattentäters und wurde von Steven Spielberg in seinem Film München, der das Attentat auf israelische Sportler bei den Olympischen Spielen 1972 in München behandelt, besetzt.
2008 wurde auf Berlinale der Film Lemon Tree vorgestellt, in dem Abbass die Hauptrolle der palästinensischen Witwe Salma spielt, deren Zitronenbaum-Garten als Sicherheitsrisiko für den in direkter Nachbarschaft einziehenden israelischen Verteidigungsminister bewertet wird. Dafür wurde sie 2008 erstmals mit dem Ophir Award, Israels nationalem Filmpreis, ausgezeichnet und erhielt eine Nominierung für den Europäischen Filmpreis 2008 als Beste Darstellerin. Auf der Berlinale 2008 bekam Lemon Tree den Panorama Publikumspreis. 2004 und 2005 hatte sie jeweils für ihre Rollen in Die syrische Braut und Free Zone Nominierungen für den Ophir erhalten. 2010 spielte Abbass in Julian Schnabels Film Miral die Rolle der Hind al-Husseini (1916–1994), einer Palästinenserin, die 1948 ihr Haus in Jerusalem zu einem Zufluchtsort für 55 Kinder gemacht hatte, deren Eltern von den Israelis beim Massaker von Deir Yassin getötet worden waren. Al-Husseini erweiterte ihr Projekt später und baute es zu der Schule Dar al-Tifl aus, die heute noch besteht.
2014 spielte Abbass in Ridley Scotts Blockbuster Exodus: Götter und Könige die ägyptische Pharaonentochter Bithia, die den jungen Moses als Ziehsohn aufnimmt. 
2017 verkörperte Abbass in der britischen TV-Serie The State die Rolle der Umm Salamah, eine Anhängerin der Terrororganisation Islamischer Staat.

### Arbeit als Regisseurin
Neben der Arbeit als Schauspielerin trat Abbass auch sporadisch als Filmemacherin in Erscheinung. Nach ersten Kurzfilmarbeiten (Le pain, 2001; La danse éternelle, 2004) stellte sie bei den 69. Internationalen Filmfestspielen von Venedig 2012 ihren ersten Spielfilm Eine Familie im Krieg (Inheritance, englischsprachiger Festivaltitel: Heritage) vor. Das Drama, für das sie auch das Drehbuch schrieb und an der Seite der Französin Hafsia Herzi die Hauptrolle übernahm, berichtet von den Hochzeitsvorbereitungen einer palästinensischen Familie aus Galiläa, die jedoch im Zeichen des Krieges zwischen Israel und dem Libanon steht.

### Arbeit als Filmkritikerin
2007 gehörte Abbass unter dem Vorsitz des US-amerikanischen Filmemachers Paul Schrader zur Jury der Filmfestspiele von Berlin. 2012 wurde Abbass in die Wettbewerbsjury der 65. Internationalen Filmfestspiele von Cannes berufen.
2018 wurde sie in die Academy of Motion Picture Arts and Sciences aufgenommen, die jährlich die Oscars vergibt.

## Filmografie

### Schauspielerin (Auswahl)
- 1989: La nuit miraculeuse – Regie: Ariane Mnouchkine
- 1996: … und jeder sucht sein Kätzchen (Chacun cherche son chat) – Regie: Cédric Klapisch
- 1996: Haïfa – Regie: Rashid Masharawi
- 2001: L’ange de goudron – Regie: Denis Chouinard
- 2002: Roter Satin (Satin rouge) – Regie: Raja Amari
- 2002: Liebe deinen Vater (Aime ton père) – Regie: Jacob Berger
- 2004: Rivalinnen (Nadia et Sarra) – Regie: Moufida Tlatli
- 2004: Bab el shams – Regie: Yousry Nasrallah
- 2004: Die syrische Braut (The Syrian Bride) – Regie: Eran Riklis
- 2005: Paradise Now – Regie: Hany Abu-Assad
- 2005: Free Zone – Regie: Amos Gitai
- 2005: München (Munich) – Regie: Steven Spielberg
- 2006: Es begab sich aber zu der Zeit … (The Nativity Story) – Regie: Catherine Hardwicke
- 2007: Dialog mit meinem Gärtner (Dialogue avec mon jardinier) – Regie: Jean Becker
- 2007: Trennung (Désengagement) – Regie: Amos Gitai
- 2007: Ein Sommer in New York – The Visitor (The Visitor) – Regie: Tom McCarthy
- 2008: La fabrique des sentiments – Regie: Jean-Marc Moutout
- 2008: Lemon Tree – Regie: Eran Riklis
- 2008: Dawn of the World – Regie: Abbas Fahdel
- 2008: Granatäpfel und Myrrhe (Al-mor wa al rumman) – Regie: Najwa Najjar
- 2009: The Limits of Control – Regie: Jim Jarmusch
- 2009: Ruhelos (Persécution) – Regie: Patrice Chéreau
- 2009: Willkommen in Amerika (Amreeka) – Regie: Cherien Dabis
- 2010: Miral – Regie: Julian Schnabel
- 2010: I Am Slave – Regie: Gabriel Range
- 2010: Gelobtes Land (The Promise) (Fernsehserie, 4 Folgen)
- 2011: Do Not Forget Me Istanbul – Regie: Hany Abu-Assad, Stefan Arsenijevic, Aida Begic, Josefina Markarian, Eric Nazarian, Stergios Niziris, Omar Shargawi
- 2011: Quelle der Frauen (La source des femmes) – Regie: Radu Mihăileanu
- 2011: Flaschenpost vor Gaza (Une bouteille à la mer) – Regie: Thierry Binisti
- 2012: Eine Familie im Krieg (Inheritance) – auch Regie
- 2013: Peace After Marriage – Regie: Bandar Albuliwi, Ghazi Albuliwi
- 2014: Exodus: Götter und Könige (Exodus: Gods and Kings) – Regie: Ridley Scott
- 2015: Birnenkuchen mit Lavendel (Le goût des merveilles) – Regie: Éric Besnard
- 2016: In meinem Alter rauche ich immer noch heimlich (Alla mia età mi nascondo ancora per fumare) – Regie: Rayhana
- 2017: Innen Leben (Insyriated) – Regie: Philippe Van Leeuw
- 2017: The State (Fernsehserie)
- 2017: Blade Runner 2049 – Regie: Denis Villeneuve
- 2018: Carnivores – Regie: Jérémie Renier, Yannick Renier
- 2018–2023: Succession (Fernsehserie)
- 2019–2020: Ramy (Fernsehserie, 16 Folgen)
- 2019: Les hirondelles de Kaboul (Stimme)
- 2019: Mein Bruder (Mon frère) – Regie: Julien Abraham
- 2020: Gaza mon amour (Gaza my love) – Regie: Tarzan Nasser, Arab Nasser
- 2021: Night (Kurzfilm, Stimme)
- 2022: Oussekine (Fernsehserie, 4 Folgen)
- 2022: The Old Man (Fernsehserie, 5 Folgen)
- 2022: Hellraiser – Das Schloss zur Hölle (Hellraiser) – Regie: David Bruckner
- 2023: Insidious: The Red Door – Regie: Patrick Wilson
- 2023: Everything is Fine (Tout va bien, Fernsehserie, 4 Folgen)
- 2025: Kein Tier. So Wild.

### Regie
- 2001: Le pain (Kurzfilm)
- 2004: La danse éternelle (Kurzfilm, auch Drehbuch)
- 2012: Eine Familie im Krieg (Inheritance) – auch Drehbuch